# Hurry Up, We're Dreaming
Hurry Up, We're Dreaming es el sexto álbum de estudio de la banda francesa de música electrónica M83. El doble álbum fue publicado en Francia por Naïve Records el 18 de octubre de 2011, y por Mute Records en los Estados Unidos. Fue candidato al Mejor álbum de música alternativa en los Premios Grammy de 2013.

## Lista de canciones
| CD 1 |                            |          |  |
| N.º  | Título                     | Duración |  |
| 1.   | «Intro»                    | 5:22     |  |
| 2.   | «Midnight City»            | 4:03     |  |
| 3.   | «Reunion»                  | 3:55     |  |
| 4.   | «Where the Boats Go»       | 1:46     |  |
| 5.   | «Wait»                     | 5:43     |  |
| 6.   | «Raconte-moi une histoire» | 4:04     |  |
| 7.   | «Train to Pluton»          | 1:15     |  |
| 8.   | «Claudia Lewis»            | 4:31     |  |
| 9.   | «This Bright Flash»        | 2:23     |  |
| 10.  | «When Will You Come Home?» | 1:23     |  |
| 11.  | «Soon, My Friend»          | 3:09     |  |

| Interlude |                                    |          |  |
| N.º       | Título                             | Duración |  |
| 1.        | «Mirror» (bonus track descargable) | 5:45     |  |

| CD 2 |                               |          |  |
| N.º  | Título                        | Duración |  |
| 1.   | «My Tears Are Becoming a Sea» | 2:31     |  |
| 2.   | «New Map»                     | 4:22     |  |
| 3.   | «OK Pal»                      | 3:58     |  |
| 4.   | «Another Wave from You»       | 1:53     |  |
| 5.   | «Splendor»                    | 5:06     |  |
| 6.   | «Year One, One UFO»           | 3:17     |  |
| 7.   | «Fountains»                   | 1:21     |  |
| 8.   | «Steve McQueen»               | 3:48     |  |
| 9.   | «Echoes of Mine»              | 3:39     |  |
| 10.  | «Klaus I Love You»            | 1:44     |  |
| 11.  | «Outro»                       | 4:07     |  |

Edición especial (Disco 3):
1. Midnight City (Eric Prydz Private remix)
2. Midnight City (Trentemøller remix)
3. Midnight City (Team Ghost remix)
4. Reunion (Mylo remix)
5. Reunion (Sei A remix)
6. Reunion (White Sea remix)
7. Steve McQueen (Maps remix)
8. Steve McQueen (BeatauCue remix)

## Listas
| País           | Lista (2011–12)                | Mejor posición | Ref.   |
| -------------- | ------------------------------ | -------------- | ------ |
| Australia      | Australian Albums Chart        | 37             | [ 4 ]  |
| Bélgica        | Belgian Albums Chart (Flandes) | 30             | [ 5 ]  |
| Bélgica        | Belgian Albums Chart (Valonia) | 36             | [ 6 ]  |
| Canadá         | Canadian Albums Chart          | 37             | [ 7 ]  |
| España         | Spanish Albums Chart           | 70             | [ 8 ]  |
| Estados Unidos | Billboard 200                  | 15             | [ 9 ]  |
| Estados Unidos | Alternative Albums             | 4              | [ 9 ]  |
| Estados Unidos | Dance/Electronic Albums        | 1              | [ 9 ]  |
| Estados Unidos | Independent Albums             | 3              | [ 9 ]  |
| Estados Unidos | Rock Albums                    | 5              | [ 9 ]  |
| Francia        | French Albums Chart            | 38             | [ 10 ] |
| Irlanda        | Irish Albums Chart             | 53             | [ 11 ] |
| Japón          | Japanese Albums Chart          | 210            | [ 12 ] |
| Noruega        | Norwegian Albums Chart         | 18             | [ 13 ] |
| Reino Unido    | UK Albums Chart                | 44             | [ 14 ] |
| Reino Unido    | UK Indie Albums Chart          | 7              | [ 15 ] |
| Suiza          | Swiss Albums Chart             | 65             | [ 16 ] |